# Bernhard Wittmann

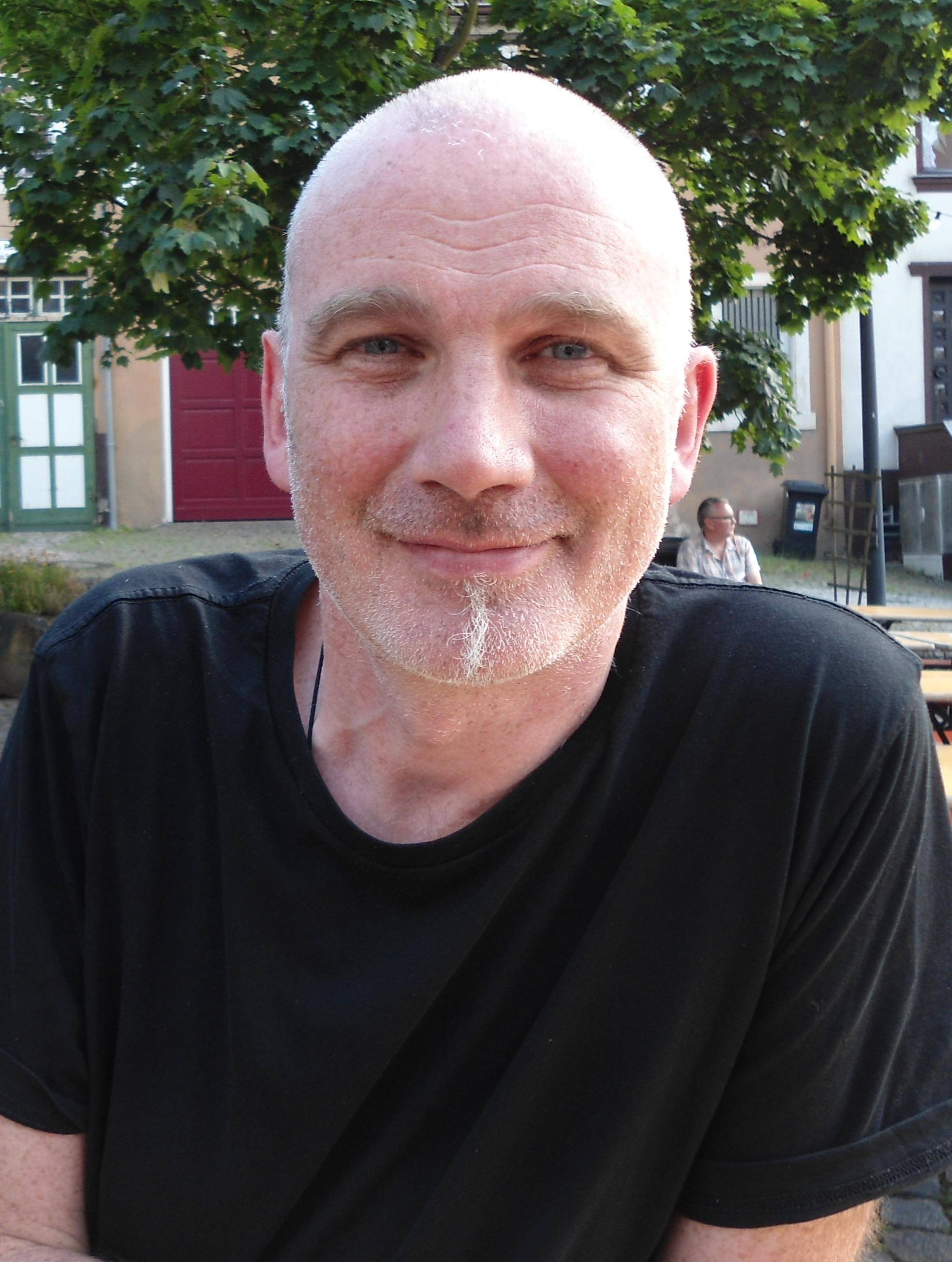
Bernhard Wittmann (2012)

Bernhard Wittmann (* 1964 in Saarbrücken) ist ein deutscher Keyboarder, Komponist und Musikproduzent aus dem Saarland.

## Leben
Nach seiner langjährigen Tätigkeit als gelernter Orgelbauer betätigte sich Wittmann als Pianist und Keyboarder bei vielen, oft saarländischen, Bands, darunter Frankenstein (Independent), Comotio (Jazz-Rock), Mia Risa (Reggae), Saarbruck Libre (Chanson, Rock), Art of Gerfros (Ethno, Soul), Thomas Blug Band  (Rock, Blues), Die Redner (Medienkunst-Projekt, Jazz), Matthias-Reim-Band (Pop, Schlager) und den Coverbands Brass Machine und Midnight Mover. Zurzeit arbeitet er auch als Musikproduzent in seinem eigenen Tonstudio Blaufabrik in Sulzbach/Saar.

## Veröffentlichungen (Auswahl)
- 1999: Saar-Lor-de-Luxe (mit Saarbruck Libre)
- 1999: Oh, what a nice day (mit Mia Risa)
- 2008: JFK-Show Live in Berlin (mit Die Redner)
- 2009: Soul&Pepper (mit Thomas Blug Band)
- 2009: Chaiselongue (mit Saarbruck Libre)

## Auszeichnungen und Preise
- 1988: Saar Rocky für Art of Gerfros
- 1990: Saar Rocky für Frankenstein[2]
- 2007: Medienkunstpreis des Saarländischen Rundfunks für Die Redner